# Torre (Recife)
Torre é um bairro nobre do Recife, Pernambuco.
O local foi no século XVI um engenho de açúcar de propriedade de Marcos André Uchoa. A denominação Torre vem da torre da capela da propriedade, onde hoje é erguida a Matriz da Torre.

## História
A área onde se localiza o bairro era um grande apanhado de terras de uma sesmaria abandonada
Durante as Invasões holandesas, as terras do engenho foram tomadas e transformadas em uma fortaleza.
Após a retirada dos holandeses, o descendente dos proprietários, Antônio Borges Uchoa reconstruiu o engenho e introduziu várias melhorias.
Nas suas redondezas foram instaladas algumas fábricas de tecido, de fósforo e olarias, como o Cotonifício da Torre, atualmente desativado.

## Edificações
Na Torre encontra-se:
- Paróquia Nossa Senhora do Rosário e Santa Luzia (Católica)[Nota 2][nota 1]

## Demografia
O bairro da Torre integra a 4ª Região Político-Administrativa do Recife.
Com área de 118,8 hectares, possuía, segundo o censo de 2000, 16.931 habitantes, com uma densidade demográfica de 142,5 habitantes/hectare. Já em 2010, segundo o censo do mesmo ano, o bairro possuía 17.903 habitantes e um densidade demográfica de 152,68 habitantes/hectare.

## Ver
Lista de bairros do Recife